# قانون روانيه
قانون روانيه قانون برازيلي سمي على اسم سيرجيو باولو روانيه الذي يتمثل دوره في توفير الأموال النقدية لاستخدامها في الفن والثقافة، بما في ذلك إنتاج الأفلام. ويهدف إلى تشجيع الاستثمارات الثقافية وأهم ما يميزه هو سياسة الحوافز الضريبية التي تمكن الشركات والمواطنين من خصم جزء من ضريبة الدخل.
يجب أن تتم الموافقة على جميع المشاريع من قبل وزارة الثقافة البرازيلية التي تدرس الجدوى الفنية للأنشطة.

## الخلافات
على الرغم من الإيجابيات، هناك انتقادات ضد القانون والتي تتضمن إمكانية اختلاس الأموال. يجادل النقاد أيضًا بأن الوزارة بدلاً من الاستثمار المباشر في الثقافة، بدأت في السماح للشركات نفسها بتحديد نوع الثقافة التي تستحق الرعاية.
تصل حوافز الحكومة للثقافة إلى 310 ملايين ريال برازيلي (حوالي 82 مليون دولار أمريكي)، يذهب فيها 30 مليون ريال برازيلي (8 ملايين دولار أمريكي) إلى مؤسسة الفنون الوطنية و280 مليون ريال برازيلي (74 مليون دولار أمريكي) لقانون روانيه. بينما لم يعد الحافز الضريبي يجمع مليار ريال برازيلي (263 مليون دولار أمريكي) إلى الخزانة.
في عام 2018 حكم مجلس الشيوخ الاتحادي بمحاولة لإلغاء قانون روانيه. طلب الاقتراح التشريعي رقم 49 لعام 2017 إلغاء القانون، لكن لجنة حقوق الإنسان والتشريع التشاركي في مجلس الشيوخ رفضته، بعد تقرير السناتور مارتا سوبليسي.